# Parroquia Almirante Luis Brión
La Parroquia Almirante Luis Brión o simplemente Luis Brión  es el nombre que recibe una de las 6 parroquias civiles en las que se divide administrativamente el Municipio Antonio Díaz en el extremo este del Estado Delta Amacuro, en la parte oriental del país sudamericano de Venezuela.

## Historia
El territorio fue colonizado por los españoles y formó parte de la Capitanía General de Venezuela desde 1777. En la Venezuela independiente formó parte del Cantón Piacoa entre 1830 y 1856. 
Entre 1884 y 1991 formó parte del Territorio Federal Delta Amacuro, Desde 1992 es una de las parroquias del Estado Delta Amacuro.
La parroquia posee en su parte noroccidental la isla de Guasina tristemente célebre por haber sido una prisión para políticos (entre 1939 y 1943) campo de concentración y luego para criminales de alta peligrosidad (1951-1952).
Durante la Dictadura del General Marcos Pérez Jiménez la prisión siguió siendo utilizada para albergar prisioneros pero las inundaciones obligaron a cerrar el lugar eventualmnente.
Debe su nombre al militar y político curazoleño venezolano Felipe Luis Brión Detrox, quien tuvo una participación destacada en la Guerra de Independencia de Venezuela contra España.

## Geografía
La parroquia posee una superficie aproximada de 3582 kilómetros cuadrados. (unas 358.200 hectáreas). Su territorio contiene numerosas islas la mayoría ubicadas en el Río Orinoco, entre las que se pueden nombrar están Paloma, Remolino y Guasina. Limita al norte con la Parroquia Santos de Abelgas al oeste y al sur con el Estado Bolívar y al este con la Parroquia Curiapo. Se trata de un área con un clima lluvioso y caliente
Parte de su territorio abarca el área protegida llamada Reserva Forestal de Imataca. Su capital es la localidad de Manoa.

### Lugares de interés
- Isla Paloma 76,8 km²
- Isla Remolinos 214,9 km²
- Isla Guasina[9] 24,13 km²